# Campbell Station
Campbell Station – miasto w Stanach Zjednoczonych, w stanie Arkansas, w hrabstwie Jackson.